# Banco Espírito Santo
Banco Espírito Santo fue una entidad bancaria privada portuguesa.
En agosto de 2014 el Banco de Portugal anunció un rescate por valor de 4.900 millones de euros. La entidad fue dividida en dos: los activos tóxicos pasaron a un banco malo con la estructura del antiguo BES, mientras que se creó una nueva institución, Novo Banco, para quedarse con la clientela, depósitos y créditos de calidad del grupo.

## Historia
Los orígenes del Banco Espírito Santo se remontan al comercio de lotería, cambio de divisas y de valores ejercido por José Maria do Espírito Santo Silva entre 1869 y 1884. Las primeras referencias que este “patriarca de la principal dinastía de banqueros portugueses” realizó, por su propia cuenta, fueron la compra y venta de loterías, junto con la transacción de títulos de crédito nacionales e internacionales, en su “Casa de Cambio”, situada en Calçada dos Paulistas, en Lisboa. Desde esta fecha hasta 1920, se sucedieron diferentes entidades bancarias, como, a Beirão, Silva Pinto & Cª., (1884-1887), Silva, Beirão, Pinto & Cª. (1897-1911), J. M. Espírito Santo Silva (1911-1915) y J. M. Espírito Santo Silva & Cª. (1915). 
En 1915 después de la muerte de José Maria do Espírito Santo e Silva estas empresas fueron disueltas por sus herederos que fundaron la Casa Bancária Espírito Santo Silva & Cª la cual fue transformada en sociedad anónima en 1920 con el nombre de Banco Espírito Santo, alcanzando en esa década la consolidación de su posición en la banca nacional, después de la apertura de diferentes sucursales por el país y de un renovado modelo de gestión.
En 1937 el banco reforzó su posición en la banca comercial a través de la fusión con del Banco Comercial de Lisboa originando el Banco Espírito Santo e Comercial de Lisboa (BESCL) cambiando en 1999 nuevamente su designación comercial por la de BES.
Hasta mediados de 1970 el BESCL reforzó su participación en área internacional con adquisiciones, participaciones y creando bancos en países como los EE. UU., Angola, Reino Unido entre otros. En virtud de un Decreto-Ley de 1975 el banco fue nacionalizado prohibiendo a la familia Espírito Santo, el desarrollo de sus actividades en Portugal. En esta situación la familia trató de rehacer sus negocios financieros en el exterior, en países como o Brasil, Suiza, Francia y EE. UU., culminando en 1975 con la creación de Espírito Santo International Holding con sede en Luxemburgo, sociedad que en 1984 dio origen a un nuevo Grupo para el área financiera, el Espírito Santo Financial Group (ESFG). Después de la reapertura de la actividad bancaria a la iniciativa privada en Portugal, en 1986, el regreso a Portugal se inició con la participación junto con Credit Agricole y un núcleo duro de empresarios portugueses en la creación del Banco Internacional de Crédito (BIC) creando en ese mismo año Espírito Santo Sociedade de Investimentos (ESSI) con la participación del banco suizo UBS y del banco luxemburgués KBL.
En 1990 nuevamente junto con Credit Agricole, el Grupo Espirito Santo compró la Compañía de Seguros Tranquilidade (donde desde 1935 la familia ES mantenía una participación) y en 1991 asumió el control de Banco Espírito Santo creando un holding entre el Espirito Santo Financial Group y el banco francés Crédit Agricole, el BESPAR controlaba el 67% y el banco francés el a 32%. La nueva sociedad conjunta paso a tener el 42% del Banco Espirito Santo constituyéndose como su principal accionista, siendo otros accionistas de referencia el propio Crédit Agricole (8,8%), la Compañía de Seguros Tranquilidade Vida (6,14%) y el Banco Bradesco (3%), entre otros, encontrándose el capital restante cotizando en le índice Euronext y con un capital social de la entidad de valorado en unos 3.499.999.998,00 euros.
En 1992 o BES paso a operar en mercado español donde creó el Banco Espírito Santo España (BESSA) y continuó su expansión en 1995 creando en Asia el Banco Espírito Santo do Oriente (BESOR).
En relación con el Banco Espírito Santo de Investimento (BESI) este fue creado a través de la transformación en banco de ESSI en el año 1993, actuando principalmente en el área de banca de inversión.
En cuanto al Espírito Santo Activos Financeiros, SGPS (ESAF SGPS), se constituyó en 1992 como un Grupo de sociedades gestoras de fondos de inversión inmobiliario, y de pensiones del Grupo BES, bien como sociedades de asesoría financiera, de gestión y distribución de fondos. 
A nivel internacional en 2000 las inversiones en España fueron consolidadas a través de la integración de las actividades de las sociedades Benito y Monjardin y de GES Capital en las actividades del BESSA, BESI y de ESAF, separando así el negocio de la banca de inversión del de la banca comercial. En Brasil estableció un cruce de participaciones con el banco brasileño Bradesco, por el cual este adquirió 3,25% del BES, quien a su vez detenta cerca del 3% del capital del banco brasileño. En Francia o BES aumento su participación del 21% al 40% en BES Vénetié en el año 2002 reforzando, de esta manera su posición en París. El 22 de enero de 2012 abrió su primera oficina en Caracas, Venezuela.
A nivel de alianzas destaca la participación con PT (accionista del BES con 1,4% del capital) que ha permitido la creación en 2001 del Banco Best, el cual consiste en una plataforma electrónica de operaciones para la gestión de activos, financieros.
En mayo de 2011 se pactó un rescate con la Comisión Europea, el BCE y el FMI por un total de 78.000 millones de euros. Finalmente el 3 de agosto de 2014 Portugal dio fin a la tutela con la intervención y la nacionalización a efectos prácticos. El banco fue dividido en el BES ‘malo’, con los activos considerados tóxicos que fue liquidado el 13 de julio de 2016; y el BES ‘bueno’, denominado Novo Banco, que serviría para proteger los depósitos hasta marzo del año 2017 cuando fue privatizado.
El Grupo Espírito Santo estaba constituido por una serie de empresas en el área del crédito al consumo, leasing, factoring, seguros y por sociedades de servicios auxiliares y de outsourcing. En marzo de 2025 prescribiran unos 30 casos de los 300 casos que se van a enjuiciar, se espera que el 15 de octubre de 2024 inicie el juicio a los responsables.

### Consecuencias al cierre
Diez años después el grupo financiero portugués del Banco Espirito Santo ha sido investigado por presuntos delitos de la alta gerencia. El Ministerio Público de Venezuela informó en 2024 de la búsqueda de cuatro personas, contra quienes se emitieron solicitudes de extradición, por estar presuntamente vinculadas con el desvío de fondos de la petrolera estatal PDVSA y el lavado de estos recursos: Roberto Enrique Rincón (padre), José Roberto Rincón (hijo), Ricardo Rincón y Alexandra Rincón. Los trabajadores de Pdvsa involucrados quedaron ilesos. Abraham Shiera, un contratista desde enero de 2012 involucrado en la corrupción dentro de Bariven a través del intervenido Banco Espírito Santo (BES) en 2014, con sede en Portugal, fue condenado a 12 meses de cárcel en 2022 en Estados Unidos.
El 21 de mayo de 2024 el banquero suizo-portugués Paulo Murta se declaró culpable ante un tribunal de Estados Unidos de facilitar al menos 26 millones de dólares en sobornos a altos funcionarios de la estatal Petróleos de Venezuela durante la presidencia de Rafael Ramírez Carreño a través del Banco Espírito Santo (BES), con sede en Portugal. Murta ayudó a Abraham Shiera, un contratista involucrado en la corrupción dentro de Bariven  
En 2024 cumlió 10 años sin que la justicia declarara culpables, hay trece personas, entre ellas el expresidente del BES Ricardo Salgado de 80 años de edad y sufre alzhéimer, declaradas sospechosas formales y a la espera de juicio por cargos relacionados con la supuesta falsificación de la contabilidad del holding Espírito Santo Services entre 2009 y 2014.
En octubre de 2024 ahorristas afectados por el colapso del Banco Espírito Santo (BES) en Venezuela y otros países se concentraron ante la sede del Tribunal Central Penal de Lisboa, un total casi de 2000 personas, reclama 330 millones de euros para los afectados, el presidente de la Asociación de Defensa de los Clientes Bancarios (ABESD), Francisco Carvalho que reúne unos 700 afectados explicó que el banco nunca ofreció ninguna solución y que los distintos Gobiernos han intentado negociar en varias ocasiones de forma infructuosa. El expresidente del banco Ricardo salgado es acusado por 62 delitos fue condenado el 7 de marzo a seis años de prisión por un caso parecido y junto a otros 17 acusados, el banquero es acusado de ser el cerebro de una red creada para desviar fondos para lucros individuales y realizar otras actividades irregulares y sobornos, 

## Accionariado antes de la crisis de 2014
| Accionista                                 | Voto   | Capital | Sociedad             | Capital | Control |
| ------------------------------------------ | ------ | ------- | -------------------- | ------- | ------- |
| Espirito Santo Financial Group             | 40%    | 26,96%  | BESPAR               | 40%     | 67,4%   |
| Credit Agricole                            | 10,81% | 23,85%  | -                    | 10,81%  | -       |
| Credit Agricole                            | 10,81% | 23,85%  | BESPAR               | 40%     | 32,6%   |
| Banco Bradesco                             | 6,05%  |         | Bradport, SGPS, S.A. |         |         |
| Silchester International Investors Limited | 5,41%  |         |                      |         |         |
| Portugal Telecom                           | 2,62%  |         |                      |         |         |